# Geoplanidae
Geoplanidae (лат.) — семейство ресничных червей, известное как наземные планарии. В мире известно более 830 видов.

## Описание
Эти животные чаще всего обитают во влажных почвах, а их размер колеблется от менее одного сантиметра до 60 сантиметров длиной (Bipalium kewense). Ведут хищный образ жизни, питаясь дождевыми червями, улитками и слизнями, насекомыми и другими мелкими животными. Они охотятся на добычу при помощи образуемой и выделяемой всеми покровами слизи. Рот расположен на брюшной стороне тела животного. 
Многие виды этих червей были случайно ввезены человеком на новые территории. Один из видов (Arthurdendyus triangulatus) оказывает существенное негативное воздействие на окружающую среду в Великобритании, поедая местных дождевых червей и понижая таким образом плодородие почв.